# Sucesos de Puente Llaguno
Los sucesos de Puente Llaguno, también conocidos como la Masacre de El Silencio, es un término acuñado por algunos de los medios de comunicación venezolanos haciendo referencia a los hechos ocurridos en el centro de Caracas durante una marcha multitudinaria hacia el Palacio de Miraflores, un precedente del golpe de Estado del 11 de abril de 2002 en Venezuela. Como resultado perdieron la vida diecinueve ciudadanos venezolanos, entre opositores y simpatizantes de Hugo Chávez.
El Puente Llaguno es el nombre de un paso vehicular elevado de la Avenida Urdaneta, situado a unos doscientos metros del Palacio de Miraflores, que recorre perpendicularmente sobre la Avenida Baralt, en el centro de Caracas. El puente recibe su nombre de don Felipe de Llaguno y Larrea, un distinguido vecino de Caracas del siglo XVIII.
El puente es el punto de tres esquinas de parroquias vecinas de la ciudad de Caracas: La Pastora hacia el noroeste, Altagracia hacia el noreste, Catedral hacia el sur. El puente pasa sobre la Avenida Baralt a cuatro cuadras desde el inicio de la Avenida Urdaneta partiendo de la Avenida Sucre. Por los sucesos de 2002, el Puente Llaguno fue declarado Patrimonio Cultural de Venezuela el 9 de abril de 2012.

## Contexto

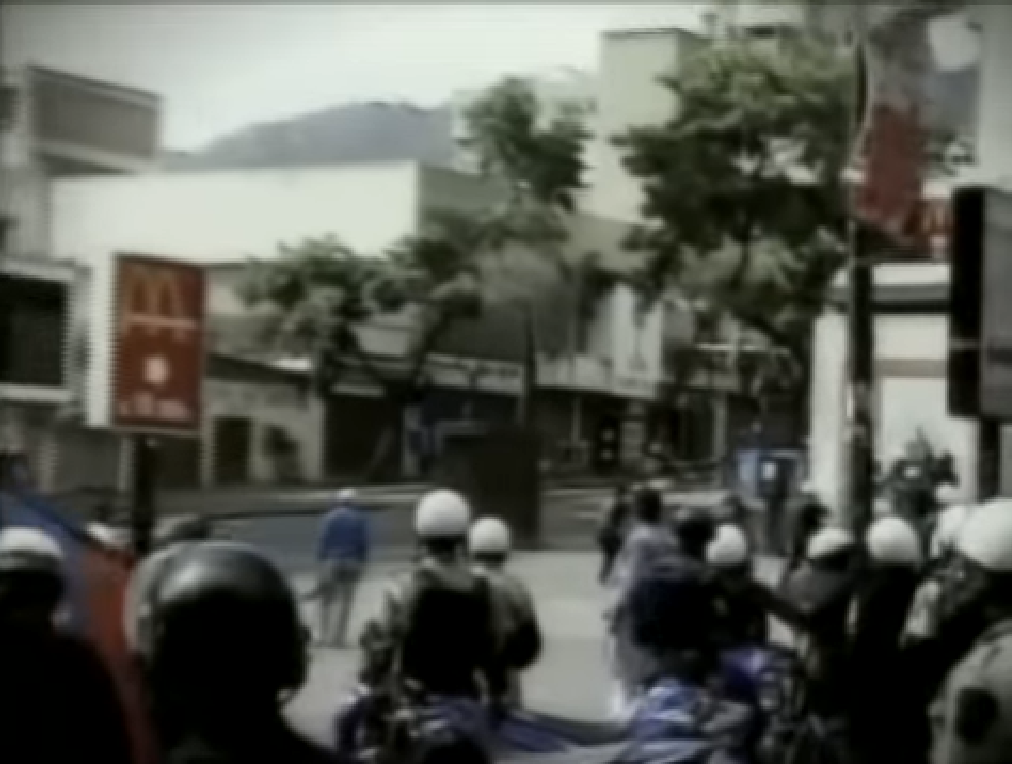
Protestas del 11 de abril de 2002 en Venezuela.

El 11 de abril de 2002 en la mañana, se concentró frente a la sede de PDVSA (Urbanización Chuao, Caracas) una multitudinaria manifestación de ciudadanos opositores al presidente Chávez. A lo largo de la mañana, varios dirigentes subieron a una gran tarima montada en el sitio y hablaron a la multitud, el último fue el entonces secretario general de la Confederación de Trabajadores de Venezuela (CTV) Carlos Ortega Carvajal. En medio de su intervención, éste anunció: "No descartemos que esta masa, que este río humano vaya hasta Miraflores" ante este llamado, la multitud empezó a movilizarse hacia el sitio. Según algunas versiones, el anuncio de Ortega fue resultado de la presión de la multitud, que gritaba sin parar la consigna: ¡A Miraflores! ¡A Miraflores!.
Eran cerca de las 11:30 a. m. cuando se inició el avance hacia la sede presidencial. A esa misma hora, otro grupo de manifestantes se encontraba cerca del mismo palacio dando apoyo al presidente Hugo Chávez. La Policía Metropolitana (conocida en Venezuela por sus siglas "PM") intentó sin éxito detener la marcha a la altura de la Avenida Bolívar, por temor a la violencia que podría generarse si se encontraban los grupos opositores con los oficialistas. La marcha siguió avanzando hasta llegar al centro de Caracas, muy cerca del palacio presidencial. Al encontrarse las dos manifestaciones en esa zona, comenzaron enfrentamientos violentos que fueron sólo parcialmente controlados por la Guardia Nacional y la PM, dichos enfrentamientos se prolongaron por varias horas y abarcaron diferentes lugares aledaños a la sede presidencial de Miraflores.

## Sucesos

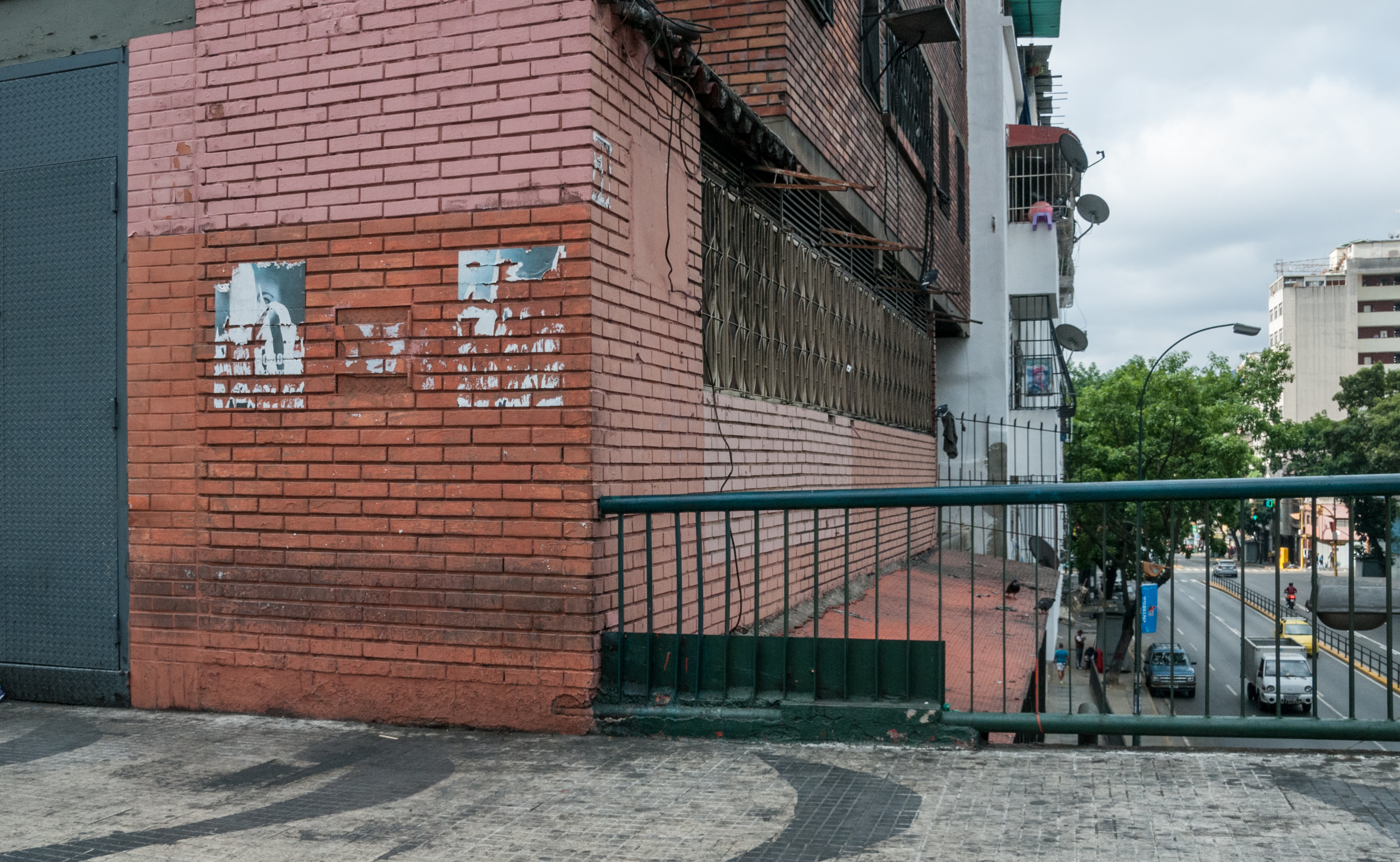
Lugar desde donde se realizaron los disparos

Aproximadamente a las  un grupo de manifestantes de oposición comienza a a ascender por la avenida Baralt. Los grupos oficialistas apostados en Puente Llaguno al observar el movimiento del otro bando, bajan a la avenida para enfrentarlos.
Esta área -al contrario de las demás zonas cercanas al Palacio de Miraflores- no había ningún cordón de la Guardia Nacional impidiendo el paso, lo cual permitió que los dos grupos en conflicto se enfrentaran directamente, ocasionando un elevado saldo en heridos y fallecidos que no se produjo en otras zonas.
El primer herido en la Avenida Baralt se produce aproximadamente a las 2:30 p. m. es un Disip encubierto de nombre Tony Velázquez. Al momento de recibir el disparo, Velázquez se encontraba entre las esquinas de Pedrera y Muñoz. Los grupos oficialistas están en ese momento ocupando la parte norte de la avenida Baralt.

Sobre este primer herido, quien recibió un disparo en la cabeza, al cual sobrevivió, hubo declaraciones del agente de la Disip Melvin Eduardo Collazo ante la comisión investigadora de la Asamblea nacional. En estas declaraciones el agente Collazo afirma:
«Nos enteramos que un funcionario de nuestro despacho se encontraba herido en el piso, motivo por el cual nos trasladamos en compañía de la unidad tipo ballena de la Policía Metropolitana que contrarrestaría los disparos provenientes de Puente Llaguno (…)»
Este testimonio corrobora la versión de que a esa hora, alrededor de la 2:30 p. m. se estaban recibiendo disparos que venían desde la zona donde se halla el puente Llaguno, es decir, desde el norte de la avenida Baralt. También alrededor de las 2:30, hora aproximada, el comisario de la PM Lázaro Forero solicita ayuda vía radio, ante la gran cantidad de disparos que reciben desde el grupo chavista. En esta grabación se escucha a Lázaro Forero que transmite a control. Control informa que «si movemos al personal que está en Chuao (…) y los traemos al centro vía Cota Mil y bajamos San Bernardino…» Unos minutos después, 54-1(otra de las comisiones de la PM) informa: “Por la Baralt vienen bajando como 60 catas 21 de La Pastora, llevan Cata 31 (60 personas con armas de fuego).” Esta transmisión forma parte de las pruebas presentadas por la fiscalía para imputar a los jefes de la Policía Metropolitana como autores intelectuales de las muertes en la avenida Baralt.
Lo anterior deja en evidencia principalmente dos hechos:
1. La policía no estaba disparando en ese momento hacia el norte de la avenida Baralt,
2. Los grupos oficialistas estaban disparando desde el norte de la avenida Baralt, pero no desde Puente Llaguno.

A las 2:39 (aproximadamente) muere Jesús Arellano de un disparo al corazón. Arellano está en la esquina de Pedrera ala este de la Av. Baralt (Cerca de una salida de la Estación Capitolio del Metro de Caracas) y en ese momento grupos Chavistas están ocupando la parte oeste de la avenida Baralt un poco más arriba de Pedrera. Un video capta a un hombre disparando desde detrás de un árbol en dirección hacia la zona donde está Arellano justo en el momento en que este recibe el disparo. Este video tiene un salto de una décima de segundo en el momento en que cae Arellano, lo cual hace sospechar a algunas personas que piensan que es un montaje. Sin embargo, se puede apreciar que hay manifestantes del chavismo del otro lado de la avenida segundos antes de que Arellano reciba un disparo proveniente de aquella zona.
A las 3:45 p. m. Inicia la cadena televisiva del Presidente Hugo Chávez.
A las 3:50 p. m. (hora aproximada) es herido mortalmente Jorge Ibraín Tortoza Cruz, unos segundos después, Malvina Pesate recibe un disparo en la cara (se observa esta hora en el reloj de Malvina Pesate en el video “Puente Llaguno: Claves de una Masacre". Tanto Tortoza como Pesate están en la esquina de Pedrera. En el mismo video se observa como al fondo aún hay gran cantidad de chavistas que ocupan la orilla opuesta de la avenida Baralt, diagonal al lugar de los hechos.
Entre las 3:50 y las 4:00 p. m. son asesinados: Alexis Bordones, Antonio Gamallo, Jesús Mohamed Espinoza Capote y Orlando Rojas, todos marchaban del lado de la oposición.
A las 4:07 p. m., el registro fotográfico del periodista Enrique Hernández nos muestra a una persona herida en un pie. Según este periodista era una herida de bala por un disparo de la PM. Esto indica que solo después de las 4 p. m. aparece el primer herido del lado oficialista en la avenida Baralt.
Otro herido en el lado oficialista aparece cerca de las 4:30 p. m.; la hora se comprueba a través del video del periodista de Venevisión Luis Fernández; en éste se observa cómo trasladan a un primer herido a las carpas que estaban cerca de Miraflores y se escucha de fondo la cadena presidencial, cadena que comenzó a las 3:45 p. m., como lo declaró el mismo Chávez al momento de iniciarla, esta cadena duraría una hora y cuarenta y tres minutos.
Los pistoleros ubicados sobre puente Llaguno, que son captados por el equipo de Luis Fernández cuando ya ha iniciado la cadena de Chávez, empiezan a disparar. Según declararían aquellos posteriormente, fue como reacción a los disparos de la PM. Según algunos testimonios de los mismos pistoleros, recibieron también disparos desde el Hotel Edén.
Luego de las 4:00 p. m. la situación se torna en un enfrentamiento entre los pistoleros oficialistas y la PM.

### Francotiradores
Durante los sucesos de ese día, varios testigos señalaron haber visto personas disparando desde dos ubicaciones específicas: El Hotel Ausonia y el Hotel Eden.
En informe presentado el 15 de mayo de 2002 ante la Asamblea Nacional, el jefe de la Casa Militar (la guardia del presidente de Venezuela) para ese momento, Coronel Almidien Ramón Moreno Acosta, se afirma que diez (10) sospechosos fueron detenidos el 11 de abril de 2002 bajo la acusación de ser supuestos francotiradores. Tres (3) de ellos fueron capturados por un grupo de ciudadanos no identificados y entregados a Casa Militar, no se presentaron informes sobre si se les incautó algún arma de fuego. Los siete individuos restantes fueron capturados directamente por funcionarios de la Guardia de honor (Casa Militar). Estos siete individuos fueron plenamente identificados ya que se habían registrado con sus nombres reales en el Hotel Ausonia. Uno de ellos portaba un revólver calibre 38 con cinco cartuchos sin percutir (sin disparar). El 12 de abril fueron entregados a la Fiscalía y procesados en tribunales. Fueron puestos en libertad por no encontrarse elementos suficientes para imputarles algún cargo. El revólver no había sido disparado ni se encontraron trazas de disparo en ninguna parte del cuerpo o ropas de los detenidos.

## Investigación
Por los homicidios ocurridos en y alrededor de Puente Llaguno fueron detenidos ocho funcionarios de la Policía Metropolitana de Caracas, los comisarios de la Policía Metropolitana Henry Vivas y Lázaro Forero y el entonces secretario de Seguridad de la Alcaldía Metropolitana de Caracas, Iván Simonovis.
Muchas medidas criminalísticas se aplicaron de manera tardía en relación a Puente Llaguno, por lo que la mayoría de las evidencias presentadas en las investigaciones de los hechos provenían de testigos y de material audiovisual capturado por periodistas y aficionados. Por participar de los hechos ocurridos el 11 de abril de 2002 en las que murieron varias personas y otras cientos resultaron heridas, el Ministerio Público, a solicitud de la Asociación de Víctimas del 11 de abril acusaron a diversos funcionarios de la Policía Metropolitana de Caracas, por los delitos de homicidio calificado consumado, homicidio calificado frustrado, lesiones gravísimas, lesiones graves, lesiones menos graves, lesiones leves, uso indebido de arma de fuego y de guerra.
Iniciándose un juicio que duró varios años, y en el que se realizaron 230 audiencias, se presentaron 265 experticias, 5700 fotos y 20 vídeos, además declararon 198 testigos y 48 expertos, El 3 de abril de 2009, la jueza 4.º de Juicio del estado Aragua, Maryorie Calderón, junto a tres escabinos, dictó sentencia:
- Condenando a 30 años de prisión a los comisarios Henry Vivas, Lázaro Forero, al exsecretario de seguridad ciudadana Iván Simonovis,[16] y a los funcionarios Erasmo Bolívar, Julio Ramón Rodríguez y Luis Enrique Molina.
- A 17 años y 10 meses de prisión al funcionario policial Cabo Primero Arube Salazar.[16]
- A 16 años de prisión al funcionario policial Marcos Hurtado.[16]
- Liberando al funcionario policial Rafael Neazoa López a quien se le absolvió de todas las acusaciones.[16]
- Condenando a 3 años a Ramón Zapata que fue liberado puesto que ya tenía 5 años detenido, por lo que ya había cumplido su condena.[16]

Los tres comisarios Iván Simonovis, Lázaro Forero y Henry Vivas y ocho agentes de la extinta Policía Metropolitana (PM) fueron procesados específicamente por ser los responsables de las muertes de Erasmo Sánchez y Rudy Urbano Duque.
En septiembre de 2012 se dio a conocer una declaración firmada y notariada en Costa Rica del ex-magistrado de la Sala Penal del Tribunal Supremo de Justicia venezolano, Eladio Aponte Aponte, en la que se refiere a un recurso de Casación introducido por los condenados ante la Sala Penal del TSJ. En ella, Aponte señala que "la orden que expresamente me dio el Presidente Chávez era “Salir de eso de inmediato sin más tardanza” “Condénelos de una vez” así lo hice, y al tener el proyecto lo firmamos el 18 de mayo de 2010 y se publicó el fallo el 21 de mayo, sentencia 173 con la aprobación mía, Deyanira Nieves, Miriam Morando y Héctor Coronado Flores, y a cada uno de ellos les hice saber, que esa era la orden de Chávez por lo que se apresuraron a firmar. Salvo el voto de Blanca Rosa Mármol." Esta declaración sigue siendo controvertida, aun cuando otro ex-magistrado del Tribunal Supremo de Justicia, Luis Velázquez Alvaray, ha corroborado públicamente otros señalamientos hechos por Aponte.
Los responsables de la muerte de las 17 víctimas restantes no han sido determinados.

## Víctimas
Fueron un total de 19 personas las que murieron asesinadas en los alrededores del Palacio de Miraflores el 11 de abril de 2002.
1. Juan David Querales, 25 años.
2. Víctor Emilio Reinoso, 28 años.
3. Alexis Bordones, 53 años.
4. Orlando Rojas, 49 años.
5. Jorge Ibraín Tortoza Cruz, 48 años.
6. Ángel Luis Figueroa, 29 años.
7. Jesús Orlando Arellano, 34 años.
8. José Antonio Gamallo, 45 años.
9. Jesús Mohamed Espinoza Capote, 18 años.
10. Erasmo Enrique Sánchez, 60 años.
11. Pedro Linares, 42 años.
12. César Matías Ochoa, 38 años.
13. Nelson Eliézer Zambrano, 23 años.
14. Rudy Urbano Duque, 38 años.
15. Josefina Rengifo, 29 años.
16. Luis Alfonso Monsalve, 55 años.
17. Luis Alberto Caro, 57 años.
18. José Alexis González Revette, 47 años.
19. Jhonnie Obdulio Palencia, 29 años.

Además, 127 personas resultaron heridas.

## Documentales
Los antecedentes de los Sucesos de Puente Llaguno y del golpe de Estado de 2002 son incluidos en el documental de 2023 La prisión de mi padre, al igual que material de archivo. Así mismo con el documental de Puente Llaguno, claves de una masacre.